# De Luchtpolitie
De Luchtpolitie was een Vlaams televisieprogramma op VTM tijdens de zomermaanden. Het programma werd vanaf 7 juli 2011 op de buis gebracht. Maar het haalde niet de gehoopte kijkcijfers. In 2012 heeft men dan dit eerste seizoen herhaald op zaterdagavond zo rond 22u15. Maar ook de herhalingen werden geen succes. Sindsdien is er geen nieuw seizoen meer ingeblikt. Pas in 2019 kwam er een nieuw seizoen van zes afleveringen.  